# 台亞石油

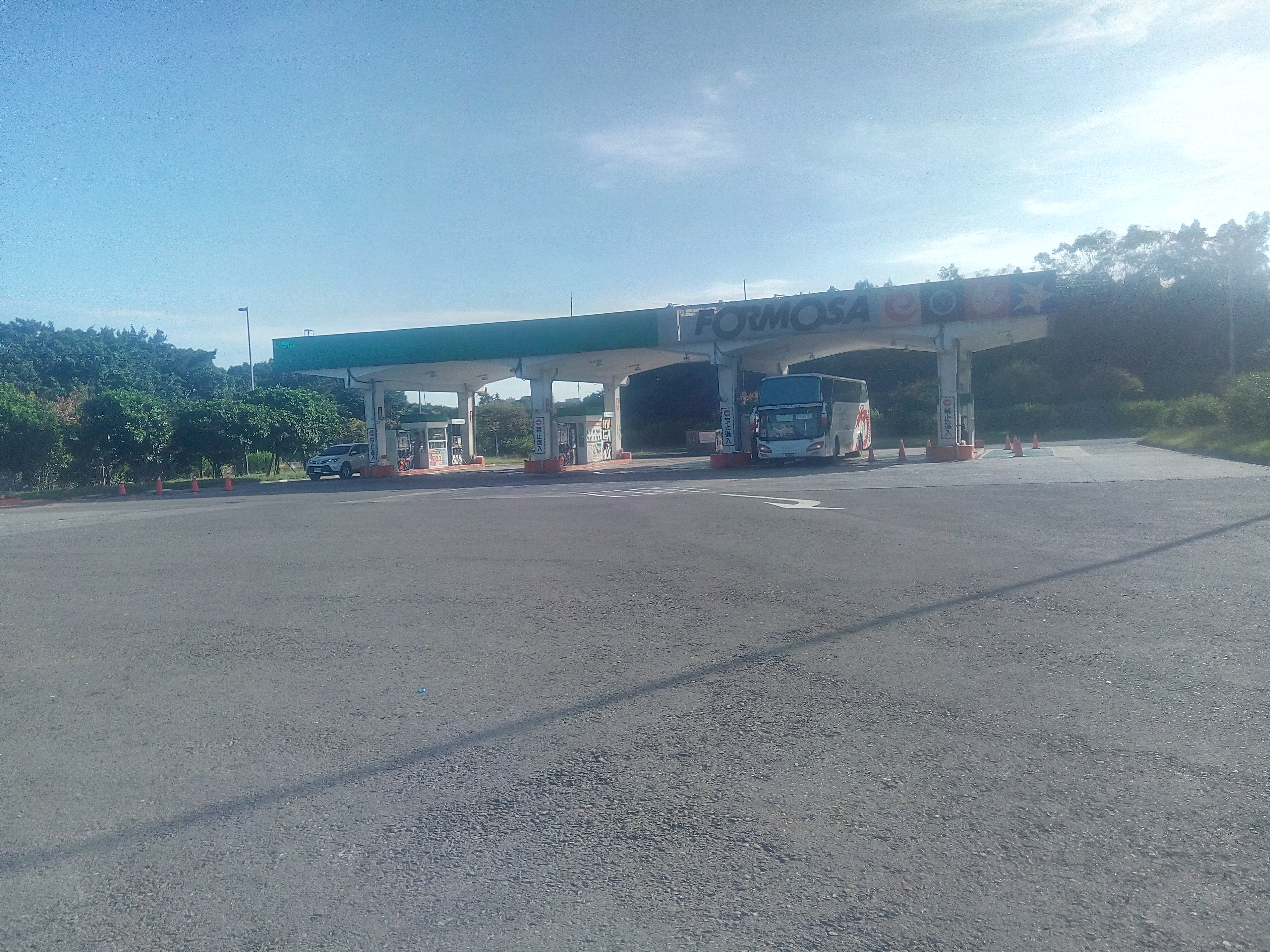
湖口休息區台亞加油站

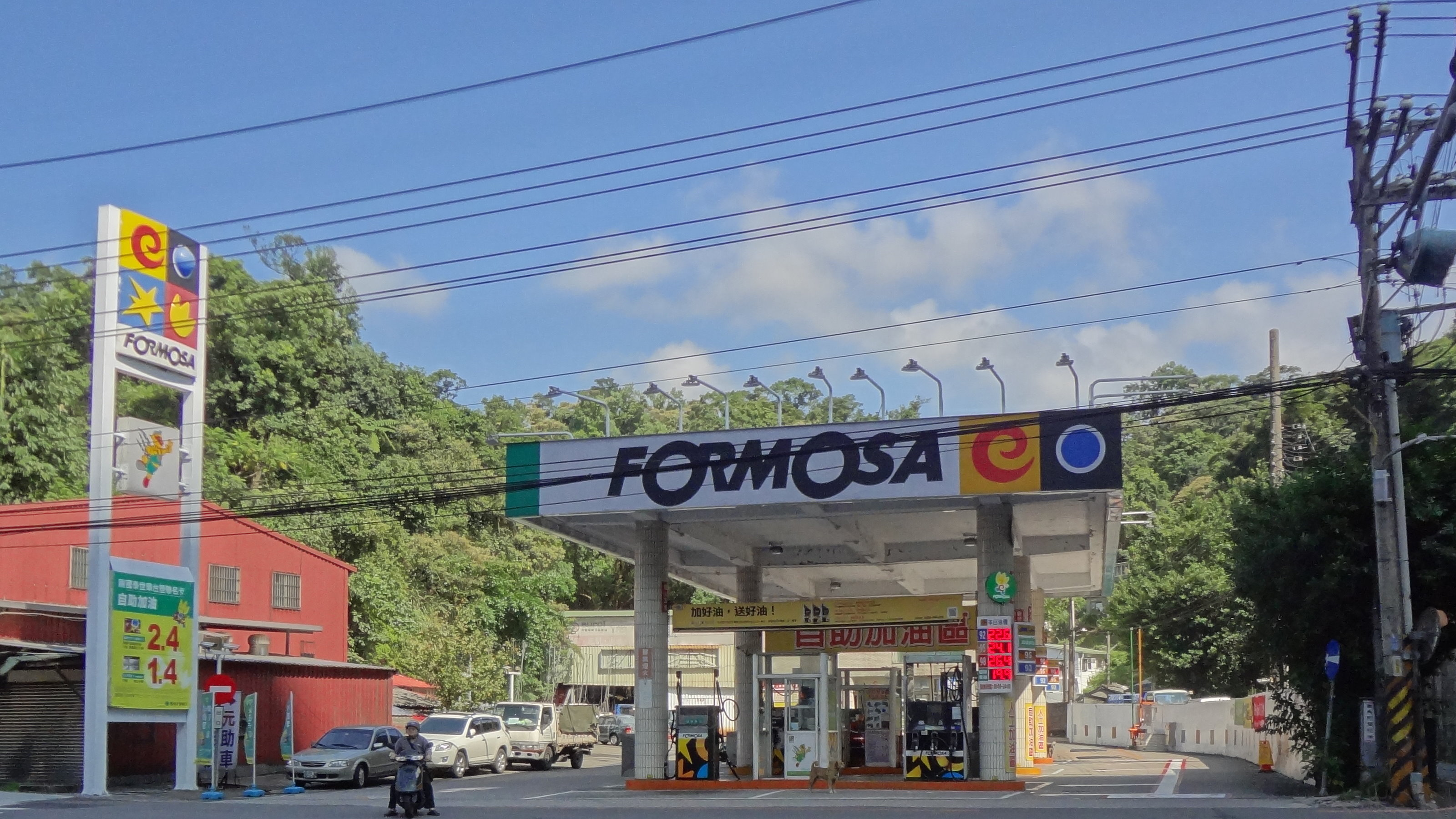
新北市汐止區台亞石油汐止大同站

台亞石油是台塑石化的子公司，專門經營加油站，招牌顯現為Formosa（福爾摩沙）和英文字母「e」，在台灣是第一間民營加油站，常常因台塑石化緣故而被稱作台塑加油站。但真正的台塑加油站為直營站，招牌係綠色底加白色「台塑石油」四字。

## 新聞
2016年10月10日中華民國國慶，一位租車公司董事長將兩輛福斯T5商旅車開至員林交流道加油，兩台車均熄火，到修車廠才發現加到水，引擎報銷，而油箱充斥白色液體。

## 外部連結
首頁 （页面存档备份，存于）